# Erling Nielsen
Erling Nielsen (Odense, 2 gennaio 1935 – 15 settembre 1996) è stato un calciatore danese, di ruolo centrocampista.